# Daniel Zimmermann
Daniel Zimmermann (ur. 1902, zm. 1985) – wschodnioniemiecki kierowca i konstruktor wyścigowy.

## Życiorys
Tuż po zakończeniu II wojny światowej założył w Luckenwalde warsztat samochodowy. W 1949 roku klient poprosił go o przygotowanie silnika Zündapp na wyścig mający odbyć się pod koniec lipca. Zimmermann po realizacji zlecenia obejrzał wyścig, i niezadowolony z dominacji zachodniej technologii, postanowił zbudować własny samochód. Silnik w tym pojeździe był luźno oparty na przedwojennej jednostce DKW. Była to dwusuwowa jednostka, w której Zimmermann na szeroką skalę wykorzystał aluminium oraz samodzielnie opracował wał korbowy oraz system zaworów, co zwiększyło moc silnika.
Zimmermann zadebiutował tym samochodem we Wschodnioniemieckiej Formule 3 w 1950 roku podczas rundy w Dessau. Na dwa wyścigi sezonu 1951 przekazał samochód Wernerowi Lehmannowi, który zdobył nim tytuł mistrzowski. Zimmermann zajął natomiast piąte miejsce podczas Sachsenringrennen (pierwsze spośród kierowców z NRD), co wystarczyło do uzyskania trzeciego miejsce w klasyfikacji końcowej.
Wskutek problemów finansowych, Zimmermann sprzedał po sezonie swój samochód Karlowi-Georgowi Reinhardtowi. Reinhardt wyposażył samochód w silnik BMW i zajął nim siódme miejsce w klasyfikacji sezonu 1952.
W późniejszym okresie Zimmermann m.in. współuczestniczył w projekcie silnika Trabanta.

## Wyniki we Wschodnioniemieckiej Formule 3
| Legenda oznaczeń w tabelach wyników Wyświetl szablon na nowej stronie | Legenda oznaczeń w tabelach wyników Wyświetl szablon na nowej stronie                                                                     |
| Oznaczenie                                                            | Wyjaśnienie |
| --------------------------------------------------------------------- | --- |
| Złoty                                                                 | Zwycięzca lub mistrzostwo |
| Srebrny                                                               | 2. miejsce lub wicemistrzostwo |
| Brązowy                                                               | 3. miejsce lub II wicemistrzostwo |
| Zielony                                                               | Ukończył, punktował (w klasyfikacji generalnej, gdy zdobył co najmniej jeden punkt na przestrzeni sezonu, poza trzema powyższymi opcjami) |
| Niebieski                                                             | Ukończył, nie punktował (w klasyfikacji generalnej, gdy nie zdobył co najmniej jednego punktu na przestrzeni sezonu)                      |
| Czerwony                                                              | Nie zakwalifikował się (NZ) |
| Czerwony                                                              | Nie prekwalifikował się (NPK) |
| Różowy                                                                | Nie ukończył (NU) |
| Różowy                                                                | Niesklasyfikowany (NS) (w klasyfikacji generalnej, gdy nie został sklasyfikowany w żadnym wyścigu sezonu)                                 |
| Czarny                                                                | Zdyskwalifikowany (DK) |
| Czarny                                                                | Wykluczony (WYK/EX) |
| Biały                                                                 | Nie wystartował (NW) |
| Biały                                                                 | Kontuzjowany (K/INJ) |
| Biały                                                                 | Wyścig odwołany (OD/C) |
| Bez koloru                                                            | Został wycofany (WYC/WD) |
| Bez koloru                                                            | Nie przybył (NP/DNA) |
| Bez koloru                                                            | Nie brał udziału w treningach (NT/DNP) |
| Bez koloru                                                            | Nie został zgłoszony (–) |
| Pogrubienie                                                           | Start z pole position |
| Kursywa                                                               | Najszybsze okrążenie wyścigu |
| †                                                                     | Nie ukończył, ale jego rezultat został zaliczony ze względu na przejechanie więcej niż 90% dystansu wyścigu.                              |
| *                                                                     | Sezon w trakcie |
| 1/2/3                                                                 | Punktowana pozycja w sprincie kwalifikacyjnym                                                                                             |
| Lista systemów punktacji Formuły 1                                    | |

| Rok  | Zespół                | Samochód   | Silnik     | Wyniki w poszczególnych eliminacjach | Wyniki w poszczególnych eliminacjach | Wyniki w poszczególnych eliminacjach | Wyniki w poszczególnych eliminacjach | Wyniki w poszczególnych eliminacjach | Pkt. | Msc. |
| ---- | --------------------- | ---------- | ---------- | ------------------------------------ | ------------------------------------ | ------------------------------------ | ------------------------------------ | ------------------------------------ | ---- | ---- |
| 1950 |                       |            |            |                                      |                                      |                                      |                                      |                                      | 0    | NS   |
| 1950 | MSG Luckenwalde       | Zimmermann | Zimmermann | -                                    | -                                    | -                                    | -                                    | ?                                    | 0    | NS   |
| 1951 |                       |            |            |                                      |                                      |                                      |                                      |                                      | 6    | 3    |
| 1951 | BSG Stern Luckenwalde | Zimmermann | Zimmermann | NU                                   | -                                    | -                                    | 5                                    |                                      | 6    | 3    |